# Lilagömming
Lilagömming (Nectriopsis violacea) är en svampart som först beskrevs av J.C. Schmidt ex Fr., och fick sitt nu gällande namn av René Charles Maire 1911. Lilagömming ingår i släktet Nectriopsis och familjen Bionectriaceae.  Arten är reproducerande i Sverige. Inga underarter finns listade i Catalogue of Life.